# Malpartida de Corneja
Malpartida de Corneja település Spanyolországban, Ávila tartományban. Malpartida de Corneja El Mirón, Collado del Mirón, Becedillas, Mesegar de Corneja, Piedrahíta, San Bartolomé de Corneja és Santa María del Berrocal községekkel határos. Lakosainak száma 91 fő (2024).

## Népesség
A település népessége az utóbbi években az alábbiak szerint változott:
| Lakosok száma | 200  | 181  | 176  | 148  | 138  | 127  | 113  | 99   | 90   | 91   |
|               | 2001 | 2004 | 2006 | 2009 | 2011 | 2014 | 2016 | 2019 | 2021 | 2024 |